# General
Der General ist ein Dienstgrad zahlreicher moderner und früherer Streitkräfte, unter anderem auch der Bundeswehr, des Bundesheeres und der Schweizer Armee. Im Wachkörper Österreichs ist der General eine Verwendungsbezeichnung. In einigen Streitkräften ist der General der ranghöchste Dienstgrad.
In einigen weiteren (auch früheren) Streitkräften werden vergleichbare Dienstgrade auch als Armeegeneral, Generaloberst oder ähnlich bezeichnet. Die ranghöchsten Dienstgrade einer Armee werden mitunter in der Dienstgradgruppe Generale zusammengefasst. Die Gesamtheit aller Träger dieser Dienstgrade wird mitunter als Generalität bezeichnet.

## Etymologie
„General“ geht zurück auf das lateinische generalis (deutsch: „allgemein“ oder „gemein“). Über das kirchenlateinische generālis abbās wurde der Begriff Teil einer Postenbeschreibung. generālis abbās (in der deutschen Übersetzung: „allgemeiner Abt“ oder in entsprechendem Kontext Generalabt) bezeichnete anfangs das Oberhaupt einer (katholischen) Ordensgemeinschaft. Der generalis abbas war also der für allgemeine Belange zuständige Vorsteher, der über dem specialis (lateinisch für „Spezieller“ oder „Besonderer“) stand, der kleineren (auf einen Aufgabenbereich spezialisierten) Gruppen vorstand. Durch Verkürzung wurde aus generālis abbās, das bereits im Lateinischen oft verkürzt als generalis vorkam, das mittelhochdeutsche general.
Im 13. bzw. 14. Jahrhundert wird der Begriff „General“ dann unter Einfluss des französischen Begriffs capitaine général (deutsch in etwa: „allgemeiner Kapitän“ oder „allgemeiner Hauptmann“) in das deutsche Heerwesen übernommen. Ursprünglich war „General“ also nach französischem Vorbild die Bezeichnung für eine Verwendung als Befehlshaber einer größeren Truppenformation. Erst mit der Herausbildung einer festen militärischen Rangordnung nach dem Dreißigjährigen Krieg wurde „General“ zum Teil mehrerer Dienstgradbezeichnungen (nach heutigem Verständnis Dienststellungen). Dem General(-feldhauptmann) stand der Generalleutnant zur Seite, für die wirtschaftlichen und organisatorischen Angelegenheiten der Armee war der Generalfeldwachtmeister (später Generalmajor) zuständig. Diesem Verhältnis entsprach auf Ebene des Regiments Obrist(-feldhauptmann), Obristleutnant und Obristfeldwachtmeister (später Major), auf Kompanieebene (Feld-)Hauptmann, Leutnant und Feldwebel. Für Befehlshaber größerer Truppenformationen bestimmter Waffengattungen etablierten sich die Dienststellenbeschreibungen „General über das Fußvolk“, „General über die Reiterei“, „General über die Artillerie“ usw. Im 17. und 18. Jahrhundert wurden daraus in den preußischen Streitkräften die Dienstgrade „General der Infanterie“ und „General der Artillerie“ usw. (vgl. dazu →„Generale mit beschreibendem Zusatz der Waffengattung“). Der Dienstgrad „General“ (als einzeln stehende Dienstgradbezeichnung) konnte sich, jetzt als höchster Dienstgrad, in modernen deutschen Streitkräften erst in Folge der Angleichung an die Rangstruktur der NATO etablieren. Zuvor war „Generale“ vorwiegend ein Sammelbegriff für alle zuvor genannten Dienstgrade (vgl. unten). Der mit dem General der Bundeswehr vergleichbare Dienstgrad früherer deutscher Streitkräfte war dagegen meist eher der Generaloberst, der in der Bundeswehr entfiel.
Da die Dienstgradabzeichen eines Generals in vielen Streitkräften, darunter die Bundeswehr oder die Streitkräfte der Vereinigten Staaten, häufig vier Sterne zeigen, wird der General umgangssprachlich häufig auch als „Vier-Sterne-General“ bezeichnet.

## Sammelbezeichnung
Der Plural von „General“ ist gemäß Duden „Generale“ oder „Generäle“. In der Dienstgradgruppe der Generale werden in vielen Streitkräften formal oder informell die Dienstgrade der höchsten Offiziere und mitunter deren Träger zusammengefasst. Alle Soldaten dieser Dienstgradgruppe bilden die Generalität. Je nach Kontext bezeichnet „Generale“ aber auch einfach mehrere Soldaten im Dienstgrad General.

## Bundeswehr
Der Dienstgrad General wird durch den Bundespräsidenten mit der Anordnung des Bundespräsidenten über die Dienstgradbezeichnungen und die Uniform der Soldaten auf Grundlage des Soldatengesetzes festgesetzt.

### Befehlsbefugnis und Dienststellungen
In der Bundeswehr ist der General ein Offiziersdienstgrad, der gemäß der Zentralen Dienstvorschrift (ZDv) A-1420/24 „Dienstgrade und Dienstgradgruppen“ zur Dienstgradgruppe der Generale zählt. Aufgrund der Zugehörigkeit zur Dienstgradgruppe der Generale können Soldaten im Dienstgrad General auf Grundlage des § 4 („Vorgesetztenverhältnis auf Grund des Dienstgrades“) der Vorgesetztenverordnung innerhalb der dort gesetzten Grenzen Soldaten der Dienstgradgruppen Mannschaften, Unteroffizieren ohne und mit Portepee, Leutnanten, Hauptleuten und Stabsoffizieren Befehle erteilen.
Der Dienstgrad bleibt nur sehr wenigen Offizieren vorbehalten. General ist der Generalinspekteur der Bundeswehr. In der NATO sind außerdem deutsche Generale als Oberbefehlshaber Allied Joint Force Command und als Chef des Stabes des SHAPE vorgesehen. Aufgrund der geschilderten und ähnlicher Dienststellungen können Soldaten im Dienstgrad General in den in der Vorgesetztenverordnung aufgezählten Fällen allen dienstlich oder fachlich unterstellten Soldaten Befehle erteilen. Der Generalinspekteur der Bundeswehr ist seit dem Dresdner Erlass truppendienstlicher Vorgesetzter aller Soldaten und daher wie ein Einheitsführer Disziplinarvorgesetzter aller ihm truppendienstlich unterstellten Soldaten gemäß Wehrdisziplinarordnung.

### Ernennung, Besoldung und Altersgrenze
Gesetzliche Grundlagen für die Ernennung zum General setzt die Soldatenlaufbahnverordnung (SLV) und ergänzend die Zentrale Dienstvorschrift (ZDv) 20/7. Im Detail sind die Laufbahnen dort aber nur bis zum Dienstgrad Oberst reglementiert. Die Ernennung zum General ist dagegen im Wesentlichen eine vom Dienstherrn aufgrund der Eignung, Befähigung und fachlichen Leistung des Soldaten zu treffende Entscheidung, die kaum weiteren Voraussetzungen unterliegt. Zum General werden in der Praxis üblicherweise nur Berufsoffiziere ernannt. Nach der Soldatenlaufbahnverordnung gilt sinngemäß, dass die Dienstgrade in der Anordnung des Bundespräsidenten beschriebenen Reihenfolge regelmäßig durchlaufen werden sollten und eine Mindestdienstzeit im vorangehenden Dienstgrad von mindestens einem Jahr die Regel sein sollte; in der Praxis war ein General zuvor mehrere Jahre Generalleutnant, außerdem haben die meisten Generale den Lehrgang Generalstabs-/Admiralstabsdienst an der Führungsakademie der Bundeswehr absolviert.
Generale werden nach der Bundesbesoldungsordnung (BBesO) im Allgemeinen mit B 10 besoldet; der Generalinspekteur der Bundeswehr erhält eine Amtszulage. Gemäß Einzelplan 14 sind im Haushaltsjahr 2023 zwei Stellen in der Besoldungsgruppe B 10 bzw. B 10mA vorgesehen.
Als allgemeine Altersgrenze für Generale wurde die Vollendung des 65. Lebensjahres, als besondere Altersgrenze die Vollendung des 62. Lebensjahres festgesetzt.

### Dienstgradabzeichen
Das Dienstgradabzeichen für Generale zeigt goldenes Eichenlaub und vier goldene Sterne als Schulterabzeichen. Die Unterlagen der Schulterklappen (bei Heeresuniformträgern entsprechend auch die Flachlitzen) sind hochrot.

### Geschichte
Mit der Aufstellung der Bundeswehr wurde die Dienstgradreihenfolge infolge der Vereinheitlichung dem NATO-Rahmen angepasst. Der althergebrachte Rang Generaloberst und die ranghöheren Dienstgrade der Wehrmacht entfielen. An Stelle dieser bisher höchsten Dienstgrade trat durch die Anordnung des Bundespräsidenten über die Dienstgradbezeichnungen und die Uniform der Soldaten vom 7. Mai 1956 der neu geschaffene Dienstgrad General, der nach Vorbild der Streitkräfte der Vereinigten Staaten und der British Army adaptiert wurde.

### Äquivalente, nach- und übergeordnete Dienstgrade
Den Dienstgrad General führen nur Heeres- und der Luftwaffenuniformträger. Marineuniformträger derselben Rangstufe führen den Dienstgrad Admiral. In den Streitkräften der NATO ist der General zu allen Dienstgraden mit dem NATO-Rangcode OF-9 äquivalent.
Im Sinne der ZDv 14/5 und der Anordnung des Bundespräsidenten ist der General über dem rangniedrigeren Generalleutnant bzw. Vizeadmiral. Die zum Generalleutnant ranggleichen Sanitätsoffizierdienstgrade sind der Generaloberstabsarzt bzw. der Admiraloberstabsarzt. (Erste Dienstgradbezeichnung jeweils für Heeres- und Luftwaffenuniformträger; letzte Dienstgradbezeichnung jeweils für Marineuniformträger.) Der General ist neben dem Admiral der höchste in der Bundeswehr vergebene Dienstgrad.
| Offizierdienstgrad |                 |                    |
| Niedrigerer Dienstgrad |                 | Höherer Dienstgrad |
| Generalleutnant Vizeadmiral Generaloberstabsarzt Admiraloberstabsarzt                                                           | General Admiral | -                  |
| Dienstgradgruppe: Mannschaften – Unteroffiziere o.P. – Unteroffiziere m.P. – Leutnante – Hauptleute – Stabsoffiziere – Generale |                 |                    |

## Österreichisches Bundesheer und Wachkörper
Im ersten Bundesheer der Ersten Republik gab es zunächst den Titel „General“. Später wurde bei den Generälen die Differenzierung „… der Infanterie“ und „… der Artillerie“ vorgenommen. Im Bundesheer der Zweiten Republik wurde nach 1955 der Titel „General“ weitergeführt. An Waffengattungsbezeichnungen bei den Generälen gab es schließlich solche „… der Infanterie“, „… der Artillerie“, „… der Panzertruppe“ und „… der Fliegertruppe“. Am 1. Juli 1980 erfolgte folgende Neuordnung der Ränge. General (ohne Zusatz) war der Amtstitel für den ranghöchsten Dienstgrad, also einen Offizier der IX. Dienstklasse.
Außerdem wird die Verwendungsbezeichnung General für Leitende Beamte (E1) der Exekutive in Österreich, dazu gehören Bundespolizei und Justizwache, verwendet. Da es sich bei den genannten Wachkörpern um zivile Körperschaften handelt, die lediglich nach militärischem Muster organisiert sind, handelt es sich jedoch nicht um „Polizeioffiziere“, sondern sie führen lediglich Offiziersränge als Verwendungsbezeichnung. Im Übrigen ist ein direkter Vergleich mit den Dienstgraden des Bundesheeres nicht möglich, da in der Bundespolizei Aufgaben, die im militärischen Bereich einem niedrig-rangigen Offizier zukommen, von hochrangigen dienstführenden Beamten (E 2a), also Angehörigen der mittleren Laufbahnebene, wahrzunehmen sind.
| Niedrigerer Dienstgrad Generalleutnant                                                                               | Dienstgrad General | Höherer Dienstgrad – |
| Einordnung: Rekruten – Chargen – Unteroffiziere – Offiziere Alle Dienstgrade auf einen Blick: Bundesheer-Dienstgrade |                    |                      |

Bis zu seiner Pensionierung am 30. November 2007 war General Roland Ertl als Chef des Generalstabes in Österreich der ranghöchste Offizier. Vom 31. Jänner 2008 bis zu seiner (rechtswidrigen, wie sich herausstellte) Abberufung am 24. Jänner 2011 und wieder nach seiner neuerlichen Einsetzung am 7. November 2011 hatte wiederum General Edmund Entacher diese Funktion inne. Seit dessen Pensionierung im Mai 2013 bis zum 30. Juni 2018 war Othmar Commenda ranghöchster Offizier Österreichs. Von 24. Juli 2018 bis Oktober 2022 war Robert Brieger General des österreichischen Bundesheeres. Seit 22. Oktober 2022 ist General Rudolf Striedinger Chef des Generalstabes des Österreichischen Bundesheeres.

## Schweizer Armee
In der Schweiz wird nur bei einer Kriegsmobilmachung ein General als Oberbefehlshaber der Armee eingesetzt. Dieser wird von der Bundesversammlung gewählt und bleibt auch nach der Wahl dem Bundesrat unterstellt (Art. 86 Militärgesetz). Im Frieden befehligt der Chef der Armee (CdA) die Truppen. Zuweilen wird der Oberbefehlshaber der Armee als Vier-Sterne-General bezeichnet. Das Dienstgradabzeichen zeigt bei der Schweizer Armee vier mit goldenem Lorbeerlaub eingefasste Sterne auf den Achselschlaufen und einen Lorbeerkranz mit einem schmalen Streifen am oberen Rand und einem zweiten kleineren Lorbeerkranz am unteren Rand auf dem Uniformkäppi.
| Niedrigerer Grad Korpskommandant | Offiziersdienstgrad General | Höherer Grad - |
| Einordnung: Mannschaften – Unteroffiziere – Höhere Unteroffiziere – Subalternoffiziere – Hauptleute – Stabsoffiziere – Höhere Stabsoffiziere – Oberbefehlshaber der Armee Alle Grade auf einen Blick: Grade der Schweizer Armee |                             |                |

## Polnische Streitkräfte
In den polnischen Streitkräften ist der mit dem deutschen General phonetisch und funktional vergleichbare Generał der höchste Dienstgrad, zu dem ein Offizier in Friedenszeiten befördert werden kann.
| Dienstgrad                                     |                         |                                                     |
| niedriger: Waffengeneral (poln. Generał broni) | General (poln. Generał) | höher: Marschall von Polen (poln. Marszałek Polski) |

## Streitkräfte der Vereinigten Staaten
In der US Army, der US Air Force und im United States Marine Corps ist der General ein Rang, der in der Hierarchie über dem Lieutenant General und unter den Generals of the Army rangiert. Die US-Soldstufe ist O-10. Der NATO-Rangcode ist OF-9. Der Dienstgrad des Generals ist mit bestimmten Dienststellungen verbunden und wird nicht dauerhaft verliehen, so können bspw. der Vorsitzende und die Mitglieder der Joint Chiefs of Staff Generale (alternativ: Admirale) sein. Operativ kann der General auch eine Armee führen oder den Oberbefehl über ein regionales Einsatzgebiet innehaben. Für eine solche Dienststellung, und damit für eine Beförderung über den Dienstgrad eines Generalmajors hinaus, muss der Soldat für den bestimmten Dienstposten vom Präsidenten nominiert und vom Senat mit einfacher Mehrheit bestätigt werden. Die Verwendung auf dem Dienstposten beträgt im Regelfall drei Jahre. Gesetzliche Voraussetzung ist mindestens der Dienstgrad Brigadier General, jedoch wird in der Praxis entweder ein Lieutenant General oder General nominiert. Nach der vorgesehenen Dienstzeit auf dem Dienstposten wird für den Offizier entweder die Nominierung verlängert, er wird für einen neuen Dienstposten vorgeschlagen oder er geht in den Ruhestand. Die früher durchaus übliche Praxis in den Dienstgrad eines Major General zurückzukehren, wird heutzutage nicht mehr durchgeführt.
Erstmals war 1775 George Washington General and Commander-in-chief of the Continental Army. Der Generalsrang wurde nach dem Amerikanischen Unabhängigkeitskrieg (1775–83) zunächst wieder abgeschafft.
Ab 1866 trug General Ulysses S. Grant vier Sterne als Oberbefehlshaber des US-Heeres mit dem neu geschaffenen Rang des General of the Army of the United States; es folgten 1869 William T. Sherman und 1888 Philip Sheridan. John J. Pershing wurde 1917 General und 1919 General of the Armies. Ab dem Ersten Weltkrieg wurde der Rang General auch temporär verliehen an den jeweiligen Generalstabschef (1917/18: Tasker H. Bliss, 1918–1921: Peyton C. March, 1929/30: Charles Pelot Summerall, 1930–1935: Douglas MacArthur, 1935–1939: Malin Craig) und 1939–1944: George C. Marshall.